# Marion Greenwood

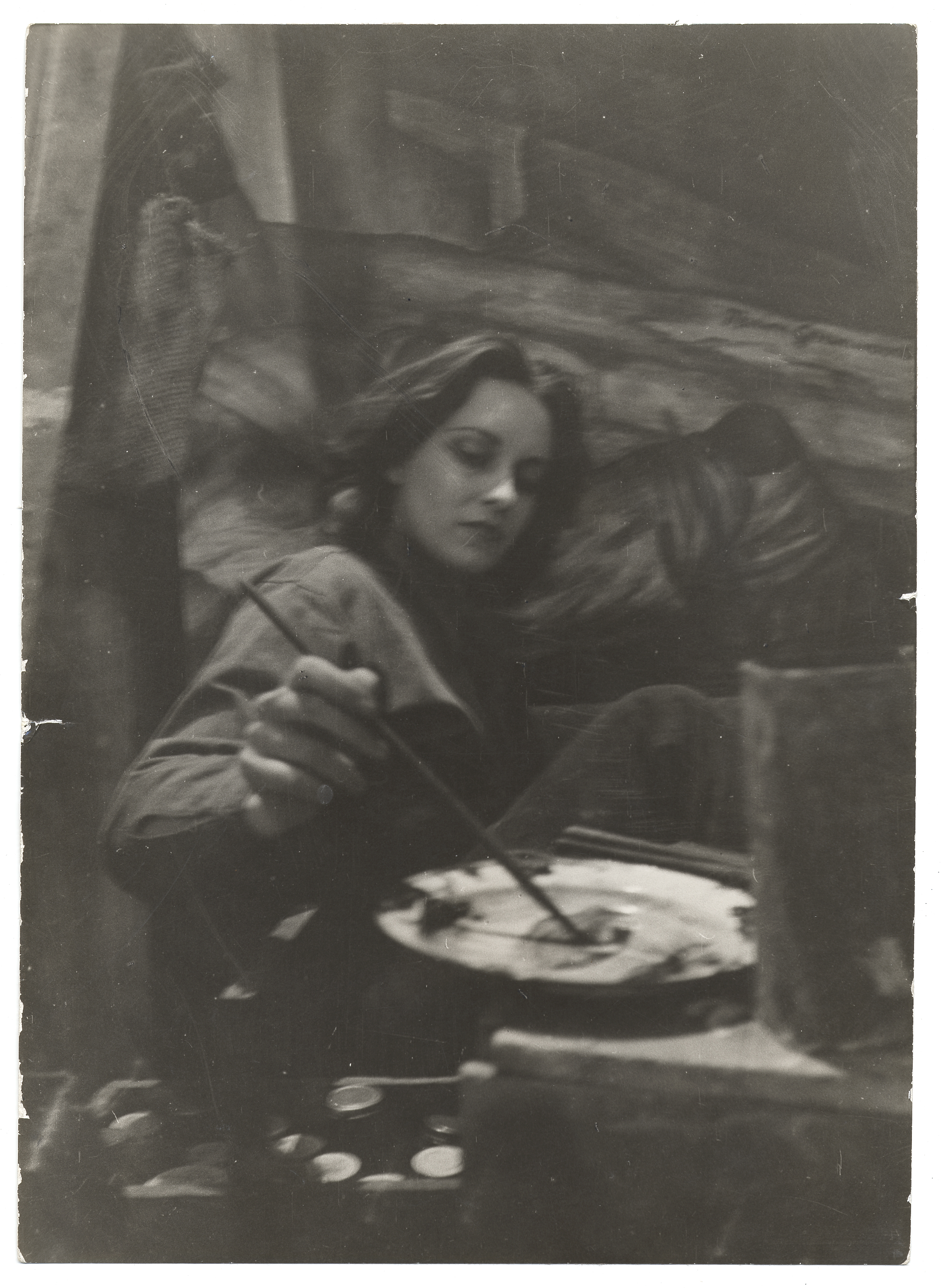
Marion Greenwood (1936)

Marion Greenwood (* 6. April 1909 in Brooklyn; † 20. August 1970 in Woodstock) war eine US-amerikanische Malerin und Grafikerin.

## Biografie
Marion Greenwood ist die Schwester der Künstlerin Grace Greenwood. Ihre künstlerische Ausbildung absolvierte sie an der Art Students League of New York und der Pariser Académie Colarossi. Bis 1932 widmete sie sich überwiegend der Lithographie sowie der Öl- und Porträtmalerei und ging dann vorübergehend bis 1936 nach Mexiko, wo sie zu Zeiten des vorherrschenden Muralismo im Auftrag der mexikanischen Regierung einige Wandgemälde schuf. Auch nach ihrer Rückkehr widmete sie sich weiterhin der Wandmalerei, bis sie sich nach einer Europareise 1940 wieder der Staffeleimalerei widmete. Während des Zweiten Weltkriegs arbeitete sie als die einzige weibliche, von der United States Army beauftragte Kriegsmalerin. Neben mehreren von ihr gestalteten Kriegsanleihepostern entstand im Rahmen eines Rehabilitationsprogramms für verwundete Soldaten des Army Medical Department (AMEDD) eine größere Bildreihe. 1944 gab sie ihre erste Einzelausstellung in New York. ab 1946 reiste sie durch Indien, China und andere Länder und hielt ihrer Erlebnisse künstlerisch fest. Greenwood stellte ihre Bilder national und international in vielen etablierten Häusern aus. Von 1954 bis 1955 dozierte sie als Gastprofessorin für Schöne Künste an der University of Tennessee, wo sie am Universitätszentrum ein großes Wandgemälde malte.

## Auszeichnungen
- 1944: 2. Preis Malerei, Carnegie Museum of Art
- 1946: Lithographie-Preis, Herron Art Institute
- 1951: Lippincott-Preis bei der 146. Jahresausstellung für Malerei und Bildhauerei, Pennsylvania Academy of the Fine Arts, Philadelphia
- 1952: 1. Altman-Preis bei der 127. Jahresausstellung der National Academy of Design, New York
- 1956: Second Purchase Prize, Butler Institute of Art
- 1959: Grumbacher-Preis, National Association of Women Artists, New York City
- 1959: Wahl zum Mitglied (NA) der National Academy of Design[3]